# PS1-10afx
PS1-10afxとは、協定世界時2010年8月31.35日に地球から見てみずがめ座の方向に約138億光年離れた位置に発生したIa型超新星である。重力レンズ効果によって30倍も増光した超新星であり、理論的に示されていたIa型超新星の増光を初めて観測した事例となった。

## 概要
PS1-10afxは、全天サーベイを行っているPan-STARRS1によって発見されたIa型超新星である。発見直後の解析から、PS1-10afxの赤方偏移の値が1.3883という大きな値を持っていることが分かった。これは、PS1-10afxが今から約92億年前に、約138億光年離れた位置で発生した超新星であることを示す。これはPan-STARRS1によって発見された他の超新星と比べて非常に遠方であった。Pan-STARRS1によって観測された明るさは最大で21.05等級であり、このことから、当初PS1-10afxは、太陽の1000億倍という極めて明るい超高輝度超新星であると考えられた。しかし、通常の超高輝度超新星はスペクトルが青色に寄り、光度変化も遅いのに対し、PS1-10afxは赤色の成分に富み、また光度変化も非常に早かった。この光度曲線を説明する物理モデルは知られておらず、新種の天文現象の可能性も示唆された。

## 解析
その後、東京大学国際高等研究所カブリ数物連携宇宙研究機構 (Kavli IPMU) のロバート・クインビーがPS1-10afxのデータを解析した結果、PS1-10afxの光度曲線は超高輝度超新星よりもむしろ、Ia型超新星に非常に類似していることを突き止めた。しかし、PS1-10afxは波長の分布や光度変化はIa型超新星と一致するものの、明るさだけはIa型超新星の約30倍という極端な値であった。Ia型超新星は、その発生原理から光度が一定の値をとるとされているため、今度は明るさが矛盾することとなった。
そして、Kavli IPMUのマーカス・ワーナーらの研究チームが、PS1-10afxの増光の原因は重力レンズ効果によるものとする説を発表した。重力レンズ効果が原因ならば、PS1-10afxがIa型超新星と比べ、波長の分布や光度変化は一致し、明るさのみ増加した理由を説明できる。また、この説は大栗真宗により2010年に既に仮説として示されていた。これにより、通常は直接の測定が難しい重力レンズ効果による光度の増光を直接測定できる可能性が示された。また、標準光源として利用されているIa型超新星の測定による宇宙論パラメーターに強い制限を加える発見でもある。